# 134072 Sharonhooven
134072 Sharonhooven è un asteroide della fascia principale. Scoperto nel 2004, presenta un'orbita caratterizzata da un semiasse maggiore pari a 3,1176292 UA e da un'eccentricità di 0,1878949, inclinata di 19,58426° rispetto all'eclittica.